# Trojes
Trojes é uma cidade de Honduras localizada no departamento de El Paraíso.
1. ↑  «EL PARAÍSO». City Population. 30 de agosto de 2019. Consultado em 18 de dezembro de 2019